# Cobega
Le groupe Cobega est une entreprise espagnole agroalimentaire fondée en 1900 par Santiago Daurella Rull.

## Historique
En 1900, Santiago Daurella fonde en Espagne une entreprise de soda et boissons nommée Bebidas Carbónicas et obtient une franchise de la Coca-Cola Company,. 
En 1951, l'entreprise change de nom pour Cobega et entame son expansion en Afrique du Nord. 
En 1990, l'entreprise élargi ses activités au café. 
En 1993, l'entreprise crée une filiale nommée Daba, distributeur exclusif de Nespresso en Espagne,. 
En 1997, Cobega et la Coca-Cola Company forment l’Equatorial Coca-Cola Bottling Company détenue respectivement à 70 % par Cobega et 30 % par Coca-Cola,.
Le 18 novembre 2002, Cobega achète pour 85 millions d'USD les deux sociétés marocaines SBGN et SBGS (pour Sociétés des Boissons Gazeuses du Nord et du Sud) achetées par The Coca-Cola Export Company en 1999
En 2012, Cobega forme un partenariat nommé Grupo Cacaolat avec Damm pour le secteur des milkshakes,. 
En 2013, Cobega forme une filiale avec la Coca-Cola Company pour l’embouteillage nommée Coca-Cola Iberian Partners. 
En 2014, Cobega élargit son activité avec une filiale nommée Daufood ayant obtenue une franchise de Domino's Pizza pour le Portugal,. 
Le 28 mai 2016, Coca-Cola Iberian Partners fusionne avec Coca-Cola Erfrischungsgetränke en Allemagne et la partie européenne de Coca-Cola Enterprises pour devenir Coca-Cola European Partners,. La participation de Coca-Cola au travers d'une filiale nommée European Refreshments est de 18,21 % et 34,4 % par Olive Partners,. Olive Partners est détenue indirectement par Cobega principalement au travers de Coca-Cola Iberian Partners. En 2017, l'entreprise se compose de 144 filiales exception faite de la société de transformation de morue et de saumon Copesco & Sefrisa, détenue directement par une partie de la famille.

## Organisation
- Olive Partners
  - Coca-Cola Iberian Partners
    - Coca-Cola European Partners (34 %)
- Equatorial Coca-Cola Bottling Company (70 %)
- Société des Boissons Gazeuses du Nord (Maroc)
- Société des Boissons Gazeuses du Sud (Maroc)
- Grupo Cacaolat, fabrication de milkshakes
- Daufood, franchise de Domino's Pizza